# Lindenborkenkäfer
Der Lindenborkenkäfer (Cryphalops tiliae) ist ein Rüsselkäfer aus der Unterfamilie der Borkenkäfer (Scolytinae). Da er seine Brutsysteme in der Rinde der Wirtsbäume anlegt, wird er den Rindenbrütern zugerechnet.

## Merkmale
Die Käfer werden 1,1 bis 1,5 Millimeter lang und haben einen mittelbraun gefärbten, walzenförmigen Körper. Der Halsschild ist gewölbt und am Vorderrand in der Mitte mit vier dicht stehenden, hervor ragenden Höckern versehen, an die sich ein nach hinten schmaler werdender Höckerfleck mit vier hintereinander angeordneten Reihen kleiner, annähernd gleich großer Höcker anschließt. Es verdeckt von oben gesehen den Kopf. Die Flügeldecken sind höchstens doppelt so lang wie zusammen breit und sind mit feinen Borsten bedeckt. Die Fühlergeißel ist viergliedrig, die Fühlerkeule hat drei gerade Nähte.

## Verbreitung
Die Art ist in Skandinavien ohne Finnland, England, Frankreich, Deutschland, Österreich, Italien, ehem. Jugoslawien, Rumänien, Ungarn, Tschechien, Slowakei, Polen, Weißrussland, Ukraine und im europäischen Teil Russlands verbreitet.

## Lebensweise
Der Lindenborkenkäfer kommt vor allem an Linden, aber auch der Hainbuche (Carpinus betulus) und der Rotbuche (Fagus sylvatica) vor. Normalerweise ist er ein unbedeutender Besiedler in der Rinde und Bastschicht absterbender Zweige oder den Ästen älterer Bäume. Das Fraßbild ist ein quer oder schräg verlaufender ein bis vier Zentimeter langer, doppelarmiger Quergang (Muttergang) mit nach oben und unten abgehenden Larvengängen.